# Reuven Fecher
Reuven Moshe Fecher, conosciuto anche come Reuven Perach (in ebraico ראובן פכר‎?; Mizra, 29 aprile 1933 – 30 aprile 2020), è stato un cestista israeliano.

## Carriera
Cestista dell'Hapoel Mizra, con la maglia di Israele ha disputato partite tra Olimpiadi 1952 (2 presenze, 12 punti), Europei 1953 (3 partite, 3 punti) e Mondiali 1954 (4 partite, 12 punti).